# Milo Silvestro
Milo Silvestro (nacido el 20 de agosto de 1987, Lacio, Italia) es un músico italiano, vocalista de la banda de metal industrial Fear Factory. Burton C. Bell, dejó la banda en septiembre de 2020. En febrero de 2023, Cazares, anunció que Silvestro sería el nuevo vocalista.

## Carrera musical
"Burton C. Bell siempre me ha inspirado mucho. Es mi ídolo, adoro su trabajo artístico y su legado como vocalista. La belleza de su voz es que no era súper precisa ni técnica, pero era honesta. Tenía alma", dijo.
Las influencias musicales de Milo Silvestro incluyen bandas tales como Korn, System of a Down, Static-X, Fear Factory, Coal Chamber, Slipknot, Pantera...
Sus 5 álbumes de metal favoritos: Obsolete de Fear Factory, Iowa de Slipknot, Wisconsin Death Trip de Static-X, Follow the Leader de Korn, The Height of Callousness de Spineshank, y el homónimo de Coal Chamber.
Su acercamiento al metal fue con Metallica. Estaba en el primer año de secundaria, tenía 14 años y un compañero suyo le decía "escucha esta banda de rock". "¡Siente lo malos que son!" Así le presentó Kill 'Em All, su primer álbum, que sigue siendo uno de sus discos favoritos. Desde entonces comenzó su pasión por ese estilo, que luego se extendió hacia géneros cada vez más extremos; un año después, con 15 años, otro amigo que conoció entonces le presentó bandas de nu metal.
Nació en una familia de músicos. Su madre, Giovanna Bosco, es cantante y profesora de canto de rock, blues, góspel. Ella y su compañero, Mario Donatone, tienen un coro educativo de góspel en Roma, son dos grandes músicos y profesores del panorama afroamericano, blues, soul, música italiana y romana.
Su padre, Remo Silvestro, es un guitarrista de blues, también muy conocido en la escena romana. Fue compositor de dos artistas en San Remo en los años 90, entre ellos Paola Turci, para quien escribió la pieza 'Ringrazio Dio', que luego fue rearreglada al año siguiente para Toquinho. Se dedica sobre todo a las fechas en vivo, tienen un estudio de grabación juntos (Sylvester Music Production Studio).
Todos ellos le dieron la pasión, el amor por la música, introducido en el metal por amigos de adolescencia, le dieron un origen, una pasión especialmente por la música estadounidense, incluyendo el sonido de ese idioma, como James Taylor, David Crosby, toda la música folclórica acústica estadounidense.
De enero de 2005 a 2008, estudió percusión en la Academia Nacional de Santa Cecilia, Roma.
A los 12 años comenzó a desarrollar interés por los instrumentos de percusión. Con 19 o 20 años, empezó a cantar y escribir letras por necesidades personales, para tener la posibilidad de desahogar ciertas emociones; surgió la necesidad, entendida como terapia, de acercarse al canto metal, aprendió por su cuenta a hacer voces metaleras, escuchando discos. También conoció otros instrumentos como la guitarra, el bajo; tuvo una banda de metal en la que tocaba la guitarra, luego se acercó a la música electrónica, sintetizador, scratch. Es músico profesional, trabaja en un estudio, hace citas principalmente en Roma, rara vez fuera.

## Dead Channel
Milo, fundó Dead Channel en 2008 y es el único miembro todavía activo, decidió reiniciar el proyecto junto a algunos exmiembros de Dorothy (banda italiana), en la que tocó durante más de un año.
Es una banda de 'metal electrónico' principalmente por la gran cantidad de contaminación de música electrónica, mediante el uso de secuencias de sintetizadores, samples, loops y voces con efectos. Estas características coexisten perfectamente con guitarras y bajos graves. Privilegian los ritmos sincopados en su columna rítmica, pero también dejan algo de espacio para patrones de contrabajo y ritmos industriales ajustados.
Las letras tratan principalmente sobre la rebelión contra las autoridades controladoras, la aprobación masiva, la muerte de las emociones y, por último, pero no menos importante, contra la monogamia y las religiones controladas.
En su primer álbum oficial homónimo, las letras cuentan una historia completa canción tras canción, lo que lo convierte en un álbum conceptual. La historia incorpora temas clásicos de Dead Channel como el odio a la monogamia y la religión y la estimulación de las personas a 'pensar con sus propias mentes' en lugar de ser influenciadas mentalmente por la sociedad y las autoridades.
El nombre Dead Channel fue elegido como metáfora, donde las personas constantemente recibien 'señales de trabajo' en sus cerebros por parte de entidades controladoras, mientras que según el mensaje de la banda deberían apagar esa señal y sintonizarse en el 'canal muerto' para dejar de recibir información falsa y adoctrinamiento deletéreo, pudiendo formular libremente sus propios pensamientos.

## Dorothy
Es una banda originaria de Roma, fundada en 2009, sigue activa gracias a Davide Caroccia, su líder y miembro fundador, que falleció en junio de 2015. La banda tomó la decisión de seguir tocando y llevando las canciones del primer álbum Basta por toda Italia. Comenzaron la composición del segundo álbum, respetando la "voluntad" de Davide, mientras tanto, crearon un festival llamado "Daviday". En agosto de 2016, comienzan la grabación de Ancora en Kick Recording Studio y es publicado durante los primeros meses de 2017 por el sello Time to Kill Records.
Ancora es el termómetro del proceso de maduración de Dorothy. Álbum que inmediatamente parece más elaborado que el primer Basta, gracias a una investigación meticulosa de los arreglos y a una dosis masiva del componente electrónico y la adición de percusión como apoyo a la batería. Sin embargo, desde la primera escucha, inmediatamente entiendes que es Dorothy: las letras siempre viscerales y el impacto de todos los instrumentos combinados siguen siendo una marca inconfundible. Esta es quizás la verdadera fortaleza de Dorothy: crecer, permanecer siempre igual.
El 23 de enero de 2016, Silvestro (tocadiscos y sampler) debuta con la nueva formación, ya autor de las partes electrónicas, scratchs, samples y sintetizadores del primer álbum.

## Skill Gear
Fundada en Lacio, es una banda italiana de rap metal y nu metal, donde los ritmos intrincados y sincopados del rapero Romano Ronin se encuentran con el metal del multiinstrumentista y productor Milo Silvestro, quien toca la guitarra.
Rage Kills es el álbum debut de la banda. Contiene 10 temas con sonidos rasposos y experimentales, va de la introspección propia del rap más consciente a la denuncia social, fusionando la inconfundible impronta del nu metal de principios de los 2000 con algunas elecciones rítmicas y sonoras propias del trap, djent y otros géneros de moda.
La Corte dei Miracoli es el segundo álbum de la banda. Después de haber sobrevivido a pandemias, divisiones, reveses y problemas de todo tipo, el proyecto finalmente ve la luz casi 5 años después del álbum debut.
Es un álbum de denuncia social, en el que Marco y Milo sintieron la necesidad de abordar varios temas más o menos actuales: la superficialidad de las redes sociales y el narcisismo digital, las máscaras sociales, el consumismo, el adoctrinamiento religioso y más allá, la cultura de la violencia y del abuso de poder, la desinformación, la pérdida de profundidad y profundidad en una sociedad cada vez más plana con la consiguiente misantropía y depresión... Una lectura cínica y despiadada de la realidad que, sin embargo, se deja un rayo de esperanza en el último acto.

## Fear Factory
Tras un exhaustivo proceso de audición que incluyó a 300 vocalistas diferentes, Silvestro consiguió el trabajo después de que Cazares viera los vídeos del cantante interpretando versiones de canciones de Fear Factory. Silvestro, toca metal electrónico bajo el nombre de Dead Channel.
"Hice una versión vocal, un popurrí de Soul of a New Machine, con fragmentos de canciones del álbum". "Decidí publicarlo... solo para que algunas personas lo vieran. Afortunadamente, Dino estaba en esa página y me felicitó", recordó Silvestro.
"Estaba haciendo todos esos gruñidos fuertes, todas esas voces melódicas asesinas y cosas así. Y era muy impresionante... Lo había estado siguiendo durante los últimos años porque vi algunos de sus videos que publicó en la página 'New Breed', que es una página de fans de Fear Factory en Facebook", añadió Cazares.
Dino señaló un video de una versión de FF de 2013, realizado por Silvestro, en el que canta y toca la guitarra, la batería y el bajo él solo.
"Suena como un joven Burton. Suena increíble. Probablemente sea el más talentoso musicalmente de Fear Factory", comentó Cazares. 
El 5 de mayo de 2023, en el Whisky A Go Go de West Hollywood, California, fue el
primer concierto de Milo con la banda.
El setlist fue el siguiente: 'Autonomous Combat System', 'Recharger', 'Dielectric', 'Soul Hacker', 'Powershifter', 'Disruptor', 'Shock', 'Edgecrusher', 'Linchpin', 'What Will Become?', 'Archetype', 'Demanufacture', 'Self Bias Resistor', 'Zero Signal', 'Replica', 'Martyr', 'Scapegoat' y 'Resurrection'.

## Vida personal
Nacido y criado en Ostia por padres músicos. Entre una gira y otra con FF, Silvestro pasa sus vacaciones entre Ostia y Acilia. Aquí nació y creció hasta dar el salto al extranjero en 2021.
En la terraza de la casa de Acilia cultiva flores y plantas delicadas, que su padre cuida con cariño para él, tiene pasión por los reptiles (con dos lagartijas asiáticas en la casa de los reptiles), y cuando está en la zona le encanta pasar el rato con sus amigos de toda la vida.
No es un tipo fiestero. Le gusta pasar el rato, hablar con la gente. Puede parecer tímido, pero cuando se siente cómodo con alguien, le gusta hablar mucho. No le gustan el alcohol o las drogas.
El 23 de julio de 2023, se tatuó una cita de la canción 'Resurrection' en el brazo, comentó lo siguiente: "Hoy me hago el primer tatuaje. Tuve que marcar en mi propia piel este gran cambio de vida, con una cita de una canción que literalmente me salvó la vida varias veces".

## Discografía

### Álbumes de estudio
con Dorothy
- Ancora (2017)

con Skill Gear
- Rage Kills (2019)
- La Corte dei Miracoli (2024)

### Sencillos
- Anathema (2018)
- Medusa (2018)
- Iceberg (2019)
- Asphyxia (I Can't Breathe) (2020)
- S.K.I.L.L.G.E.A.R. (2021)
- Goodbye Malinconia (2021)[10]

### Álbumes de estudio
con Dead Channel
- Dead Channel (2020)[20]

### Colaboraciones
con Repentance
- Withered & Decayed [Sencillo] (2023)[21]